# Numenius
Numenius is een geslacht van vogels uit de familie strandlopers en snippen (Scolopacidae). Het geslacht telt 8 soorten.

## Soorten
- Numenius americanus  – Amerikaanse wulp
- Numenius arquata  – Wulp
- Numenius borealis  – Eskimowulp
- Numenius hudsonicus  – Amerikaanse regenwulp
- Numenius madagascariensis  – Siberische wulp
- Numenius minutus  – Kleine regenwulp
- Numenius phaeopus  – Regenwulp
- Numenius tahitiensis  – Zuidzeewulp
- Numenius tenuirostris  – Dunbekwulp